# Ape Academy
Ape Academy, znany także jako Ape Escape Academy w Stanach Zjednoczonych i Piposaru Academia: Dossari! Sarugee Daizenshuu w Japonii – komputerowa gra przygodowa stworzona przez Japan Studio i wydana przez Sony Computer Entertainment na konsolę PlayStation Portable. Gra składa się z 47 mini-gier, wiele zapożyczonych z Ape Escape 2. Gra po raz pierwszy wydana w Japonii, potem w Europie i w Stanach Zjednoczonych. Wykorzystując zdolności AD-Hoc może grać do czterech graczy, tak samo z trybem Game Sharing, ale tutaj zastosowano odmianę, ponieważ może grać 4 graczy na jednej konsoli.

## Rozgrywka
Gracz kieruje małpą, która pracuje dla Spectera, dyrektora małpiej akademii. Przy każdym nauczycielu jest 9 minigier, przebieg jest podobny do gry w kółko i krzyżyk. Za każdym razem trzeba przejść do wyższych klas, każda następna jest trudniejsza od poprzedniej. Są dwie grupy nauczycieli: Juniorzy (czerwona małpa, niebieska małpa i żółta małpa) i seniorzy (biała małpa, różowa małpa i Specter). Za perfekta (wszystko minigry wykonane poprawnie) w klasie dostaniesz rzadką figurkę z podobizną nauczyciela, a gdy znajdziesz monety z podobizną Spectera (są za niektórymi minigrami) otrzymasz Specjalną lekcję, czyli kolejną minigrę, gdy ją przejdziesz będziesz mógł ją ćwiczyć w zbiorze minigier. Gdy graczowi zabraknie jednego zwycięstwa może dostać lekcję przeglądową polegająca na poprawce lekcji.